# Schronisko pod Rysami
Schronisko pod Rysami (słow. Chata pod Rysmi, węg. Hunfalvy-hágó alatti menedékház), nazywane także Schroniskiem pod Wagą (Chata pod Váhou) – tatrzańskie schronisko położone w górnej części Doliny Żabiej Mięguszowieckiej (Žabia mengusovská dolina) w słowackich Tatrach Wysokich. Schronisko to, znane głównie dzięki dogodnemu położeniu pod Rysami, leży na wysokości 2241 m n.p.m. (jest to najwyżej położone schronisko w Tatrach).
Chata czynna jest jedynie w sezonie letnim (od 16 czerwca do 31 października). Do schroniska nie prowadzi żadna droga jezdna ani wyciąg, jest ono zaopatrywane jedynie przez tragarzy (tzw. nosiczów) lub turystów, którzy za wniesienie ładunku o wadze 5–10 kg otrzymują herbatę z sokiem malinowym. Niewielka ilość energii elektrycznej otrzymywana jest z baterii słonecznych, natomiast woda pochodzi z roztopionego śniegu lub pod koniec sezonu ze strumyka położonego poniżej. Na dole chaty znajduje się sala jadalna oraz bufet, zaś na poddaszu sala z miejscami do spania. Atrakcją jest zawieszona nad przepaścią kabina toaletowa odległa o minutę drogi od schroniska. Według stanu na 2022 rok chatarem jest znany nosicz Viktor Beránek.

## Historia

### Budowa

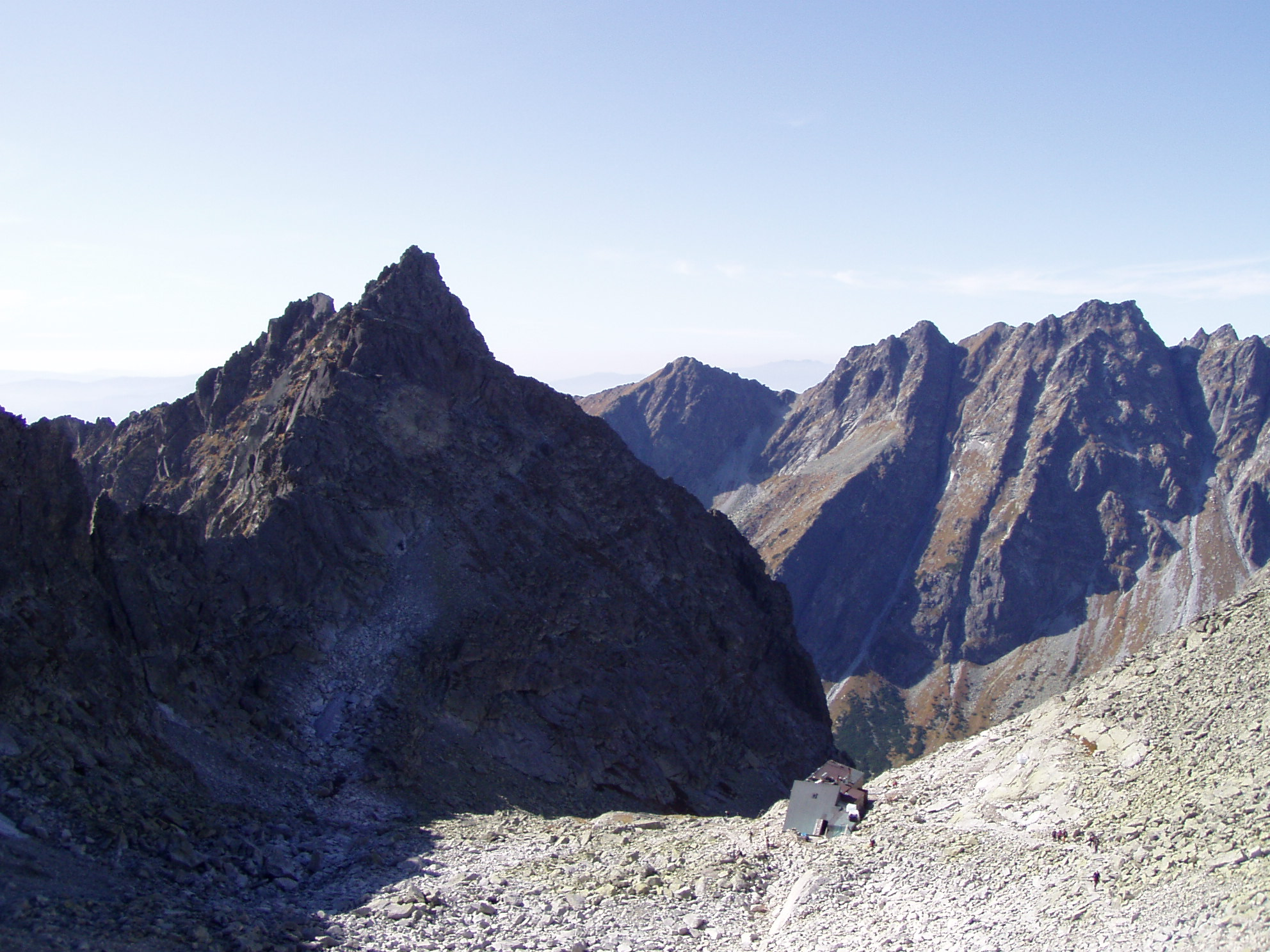
Lokalizacja schroniska, widok z Wagi

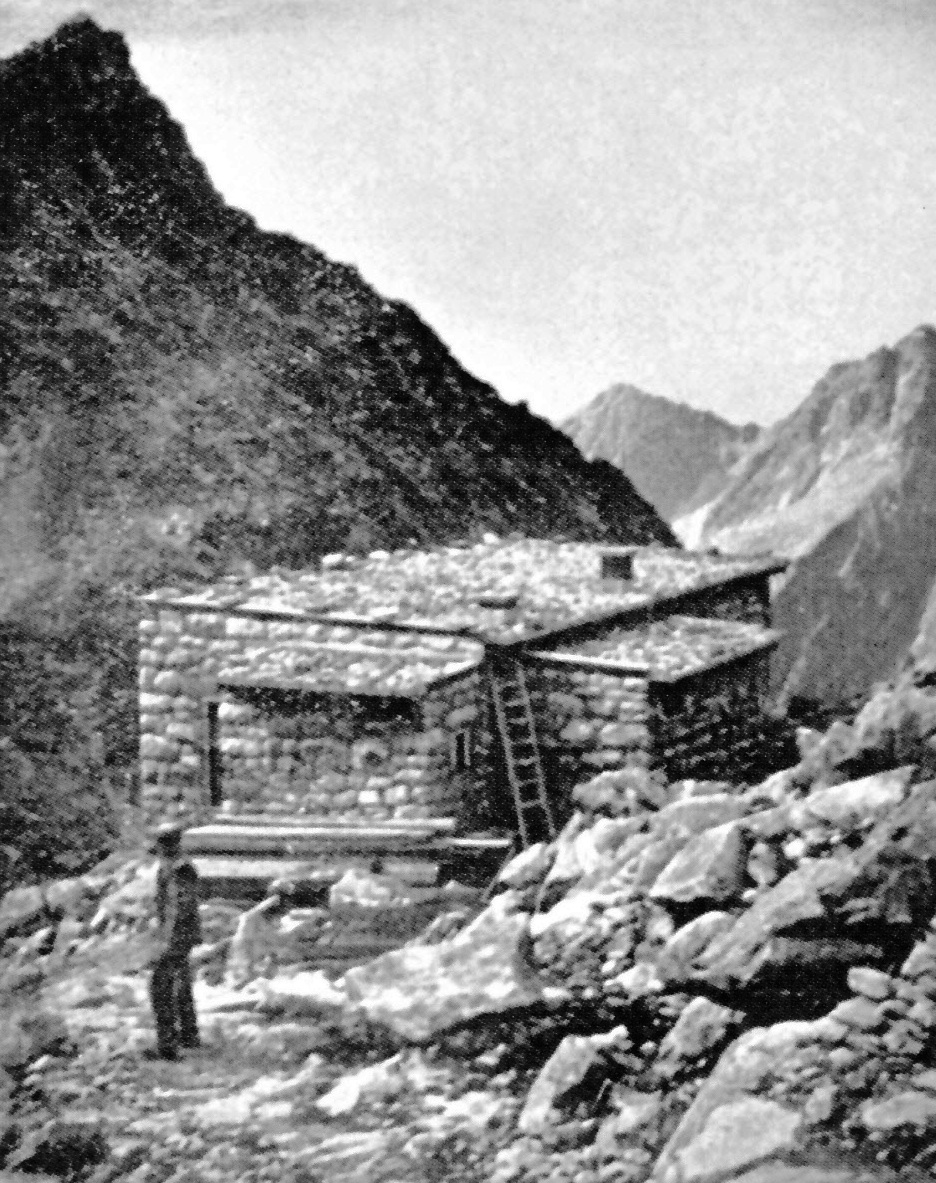
Budynek w jego pierwotnym kształcie

Po raz pierwszy pomysł wybudowania schroniska pod szczytem Rysów pojawił się w końcu XIX wieku, a jego największym zwolennikiem był austriacki wspinacz Ubald Felbinger, który na ten cel wygospodarował z własnych środków kwotę 100 forintów. Pomimo pozyskania wstępnych funduszy, zamysł nie doczekał się realizacji, głównie z uwagi na postawę właściciela terenu Ferenca Máriássyego. Wymagał on, by ewentualna budowa nie stanowiła zagrożenia dla bytujących w okolicy kozic, co było trudne do zagwarantowania. Pomimo tego, że pierwotne plany w 1892 roku upadły, trzy lata później Jozef Pfinn przedstawił projekt przedłużenia powstającej właśnie kolei zębatej ze Szczyrby do Szczyrbskiego Jeziora aż po Żabie Stawy Mięguszowieckie, skąd dalej na szczyt Rysów prowadzić miałaby kolej linowa. Także i ten pomysł nie został zrealizowany – zarówno z uwagi na sprzeciw społeczności turystycznej, jak i ze względu na trudności finansowe Węgierskiego Towarzystwa Karpackiego. Do planów budowy schroniska powrócono jeszcze w 1919, kiedy praski Pracovní sbor turistiky zdołał nawet uzbierać na ten cel odpowiednią sumę, jednak rozwiązanie organizacji oznaczało także zarzucenie wspomnianego przedsięwzięcia.
Sama idea pozostawała jednak żywa w środowisku górskim – w 1928 roku ośmioosobowa delegacja Klubu Czechosłowackich Turystów (KČST) wizytowała przełęcz Waga w poszukiwaniu dogodnego miejsca pod przyszłą budowę. Wybrano lokalizację zapewniającą widok na szczyty zamykające Dolinę Mięguszowiecką, ale także na otwierającą się na północy Dolinę Białej Wody. Harmonogram prac przedstawiono rok później. Inicjatywa nabrała tempa po Wystawie Tatrzańskiej, jaką w 1930 roku zorganizowano w Wysokiej koło Popradu – w jej trakcie zebrano na omawiany cel 10 tys. koron. Pierwotne plany nie były sprecyzowane i obejmowały zarówno pomysł budowy niezagospodarowanej jednoizbowej koleby, jak i wzniesienie piętrowego budynku z 50 miejscami noclegowymi, restauracją i mieszkaniem dla gospodarza. Mimo wcześniejszych ustaleń ponownie debatowano nad punktem posadowieniem budynku. Oprócz samej przełęczy rozważano lokalizację przy położonych niżej Żabich Stawach Mięguszowieckich. Niedługo przed rozpoczęciem planowanej budowy (zdecydowano się na pierwszy wariant) decyzją Ministerstwa Szkolnictwa przesunięto prace na miejsce położone około 100 metrów poniżej przełęczy (Kotlinka pod Wagą). Spowodowane było to postanowieniami czechosłowacko-polskiego Protokołu krakowskiego z 1924 roku przewidującego możliwość powołania międzynarodowego parku przyrodniczego oraz zabraniającego wznoszenia budynków w pasie granicznym.
W 1930 roku rozpoczęły się prace przygotowawcze, a sama budowa ruszyła 3 sierpnia 1931 r. Kamień, piasek i wodę (z pól lodowych) pozyskiwano w okolicy budowy. Pozostałe materiały dowożono koleją do stacji Popradské pleso, skąd do samego Popradzkiego Stawu transportowano je wozami konnymi. Na ostatnim fragmencie trasy materiały budowlane wnosili żołnierze 2 Brygady Górskiej (jednym z głównych inicjatorów przedsięwzięcia był ppłk. Václav Dusil). Za budowę odpowiadało przedsiębiorstwo Jozefa Šašinka z Popradu; przeciętnie na miejscu pracowało 7 murarzy i 10 innych robotników ze Spiszu i Liptowa nocujących na co dzień w prowizorycznym baraku obok placu budowy. Trudne warunki pogodowe sprawiły, że prace przeciągały się. W 1931 roku z powodu nagłych obfitych opadów śniegu przerwano je już 20 września, a podjęto na nowo dopiero 11 lipca kolejnego roku. Budowę ukończono 17 września 1932 r., zaś uroczystego otwarcia 16 lipca 1933 r. dokonał przewodniczący starosmokowieckiego oddziału KČST Gustáv Nedobrý. Udostępniony wówczas jednopiętrowy budynek zbudowany był z granitowych ścian o grubości 80 cm z prostym drewniano-cementowym dachem dociążonym kamieniami i podwójnych oknach zamykanych żelaznymi okiennicami. Budynek od wewnątrz docieplono celoteksem (płytami z włókien trzciny cukrowej). W środku mieściła się jadalnia połączona z sypialnią – schronisko oferowało 24 miejsca noclegowe na ośmiu trójpiętrowych łózkach. Koszt budowy wyniósł ostatecznie 143 503 korony.

### Późniejsze losy

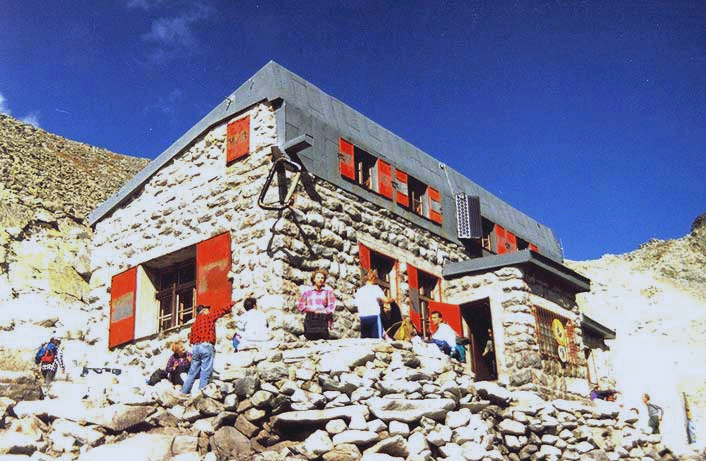
Schronisko pod Rysami przed 2008 rokiem

Pierwszymi najemcami obiektu zostali Václav Fiška i Otakar Štáfl ze Schroniska Popradzkiego. Funkcję chatara (gospodarza) powierzono Alojzowi Krupitzerowi (przed oficjalnym otwarciem gospodarzył tam Michal Tomčík), którego w 1939 roku zastąpił Ondrej Krasuľa. W pierwszych latach funkcjonowania obiekt zaopatrywano od strony Popradzkiego Stawu przy pomocy konia huculskiego, który docierał do Żabich Stawów. Mleko dostarczano dwa razy w tygodniu w 25-litrowych beczkach z Polany pod Wysoką – drogą przez Dolinę Ciężką i Wagę. W 1940 roku schronisko zamknięto, zaś w późniejszych latach II wojny światowej Klub Słowackich Turystów i Narciarzy (KSTL, następca prawny KČST w Republice Słowackiej) powierzył pieczę nad nim studentom pod przewodnictwem Ala Huby. W tym wojennym okresie obiekt stanowił schronienie dla Polaków i Słowaków poszukiwanych przez Gestapo, w tym taterników i  kurierów (wśród nich był m.in. Stanisław Siedlecki).
W pierwszych latach powojennych (począwszy od 1946) gospodarzami schroniska byli Jožo Horváth, Arno Puškáš, Mišo Stolár i Julo Parák. W późniejszym okresie obiekt wielokrotnie niszczony był przez lawiny schodzące z Ciężkiego Szczytu – po raz pierwszy w 1948, kiedy lawina śnieżna uszkodziła przegrodę pomiędzy kuchnią a jadalnią. W latach 1951–1952, za czasów chatara Oldo Bublíka ówczesny właściciel – komunalne przedsiębiorstwo Tatranské chaty – dokonało remontu schroniska. Oddzielono jadalnię od sypialni, ściany obłożono drewnem, zaś na podłodze położono linoleum; obiekt wyposażono także w nowe drewniane meble. W pierwszej połowie 1955 roku do schroniska dwukrotnie dochodziło czoło lawiny – po raz pierwszy fakt ten odkryto w lutym, po raz drugi w kwietniu. Naprawa pochłonęła 60 tys. koron, jednak już siedem lat później raz jeszcze budynek uległ uszkodzeniu w ten sam sposób.
Do lat 70. gospodarzami obiektu byli jeszcze Miro Jílek starszy, Laco Rychvalskvý, Belo Kapolka i Peter Rajec. To za czasów tego ostatniego schronisko nadbudowano o dobrze komponujące się z dotychczasową bryłą poddasze według projektu Milana Marenčáka i Igora Petro. Materiały budowlane transportowano zarówno śmigłowcem, jak i na plecach ochotników. Po ukończeniu prac na poddaszu zlokalizowano 18 łóżek, zaś w sali jadalnej znalazło się miejsce na 32 stoliki.

### Przebudowa
Z uwagi na niedogodną lokalizację budynek wciąż był jednak narażony na uszkodzenie przez lawiny. Stało się tak w 1982 oraz szczególnie w 2000 roku. W lutym tego ostatniego lawina śnieżna zniszczyła mniej więcej połowę obiektu, w tym całe poddasze z salą sypialną, izbę gospodarza, składzik, zbiornik z wodą i część kuchni, naruszając przy tym konstrukcję murów. Wiosną rozpoczęto zbieranie rozniesionego przez lawinę materiału budowlanego, dzięki czemu latem częściowo wyremontowaną chatę ponownie otwarto dla gości. Pół roku później kolejna lawina zerwała dach budynku. Raz jeszcze prace pod przewodnictwem chatara Viktora Beránka (który na tym stanowisku zastąpił Antona Marca) pozwoliły na prowizoryczne uruchomienie schroniska (oferowano 14 miejsc noclegowych), jednak na sile przybrała dyskusja na temat przeniesienia obiektu z dala od szlaków lawinowych. Ostatecznie pomimo starań gospodarza schroniska oraz współwłaściciela SHS JAMES na krok taki nie zdecydował się właściciel większościowy – Klub Słowackich Turystów (KST). Jedną z trudności w przeforsowaniu takiego wyboru był fakt, że otaczający teren stanowił własność państwa słowackiego, zaś rygorystyczne przepisy nie pozwalały na budowę na cudzym gruncie. Zamiast tego podjęto decyzję o przebudowie, dzięki której schronisko miało wytrzymać napór kolejnych lawin.
Prace rozpoczęły się 15 czerwca 2010 r. i prowadzone były zgodnie z projektem stworzonym przez Rudolfa Kruliaca z Wielkiej Łomnicy. Koszt przebudowy wyniósł 517 tys. euro i niemal w połowie został pokryty z dotacji państwowej, w pozostałej zaś części przez współwłaścicieli i darczyńców. Przed zimą odpowiadające za prace przedsiębiorstwo Stavunion s.r.o. wyburzyło starą kamienną chatę oraz wzniosło nowy budynek zamknięty tytanowo-cynkowym dachem  na żelbetowej skośnej konstrukcji ochronnej. W środku, poza wyposażeniem znanym ze starego obiektu, znalazło się miejsce dla suszarni, ambulatorium, zimowej noclegowni awaryjnej i chemicznej toalety dla obsługi. Prace odebrano 31 października 2012 roku, zaś uroczyste otwarcie zmodernizowanego schroniska nastąpiło 25 września 2013 r.

### Nazwa

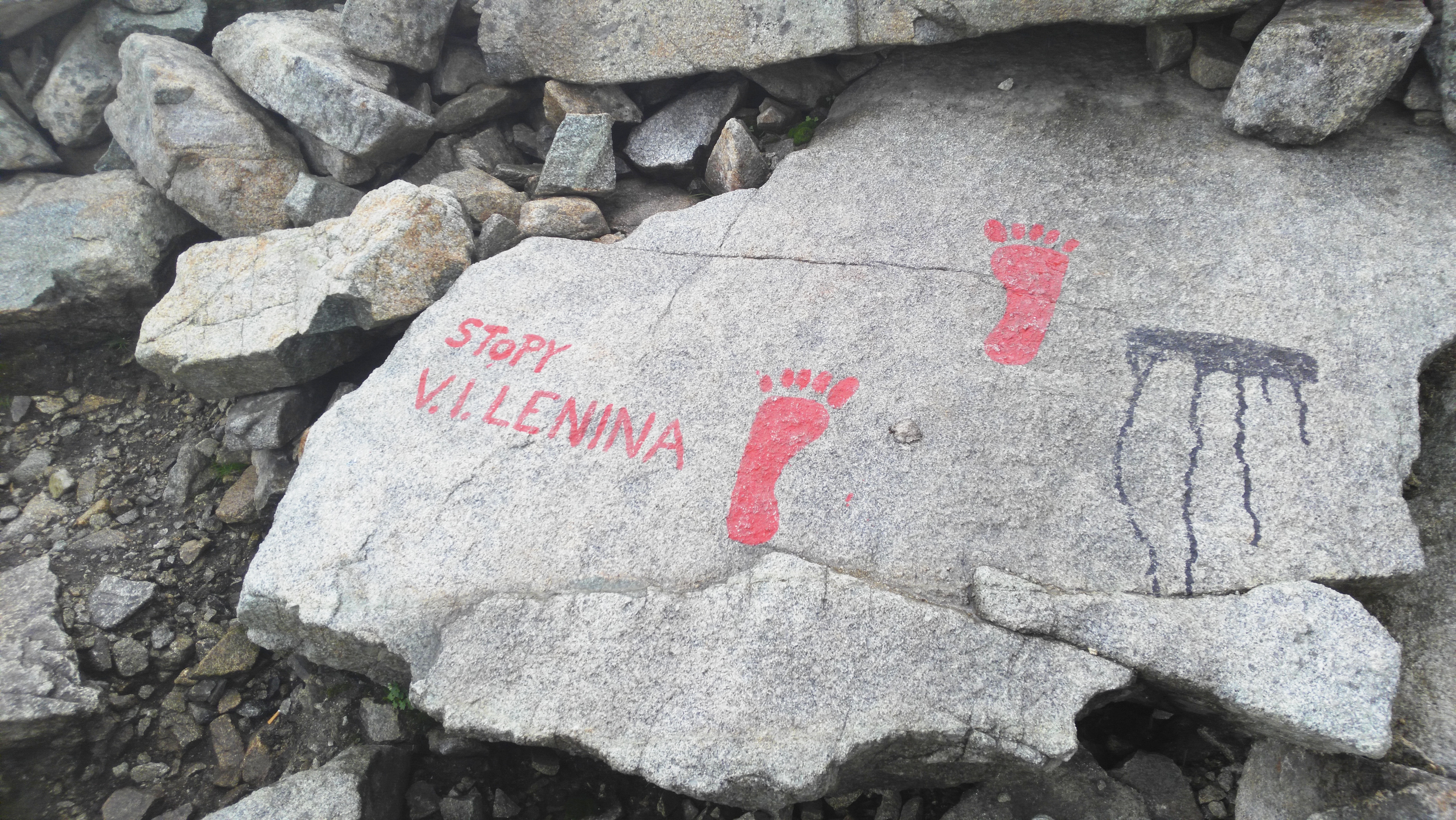
„Stopy W.I. Lenina”

W okresie Pierwszej Republiki schronisko KČST nazywano útúlňą pod Rysmi bądź útúlňą pod Váhou (chatką pod Rysami, chatką pod Wagą), a niekiedy też jubilejną útúlňą (jubileuszową chatką – od inicjatywy jej wzniesienia na jubileusz powstania Czechosłowacji). Po przewrocie komunistycznym i rozpoczęciu w 1957 roku cyklicznych Międzynarodowych Wejść Młodzieży na Rysy (dla uczczenia wycieczki Lenina z 1913) pojawiły się – nieuwzględnione ostatecznie – postulaty działaczy partyjnych przemianowania obiektu na Leninovą chatę lub Chatę Medzinárodného výstupu mládeže na Rysy. Po aksamitnej rewolucji żartobliwym nawiązaniem do tych planów było wymalowanie na skałach „śladów” stóp Lenina oraz „śladów” jego pośladków, gdzie rosyjski komunista miał odpoczywać.

## Szlaki turystyczne
– czerwony szlak, odgałęziający się od niebieskiego w Rozdrożu nad Żabim Potokiem i biegnący Doliną Żabią Mięguszowiecką przez Wagę na Rysy.
- Czas przejścia ze Szczyrbskiego Jeziora do Rozdroża nad Żabim Potokiem (szlakami czerwonym i niebieskim): 1:45 h, ↓ 1:35 h
- Czas przejścia szlakiem czerwonym do schroniska: 1:45 h, ↓ 1:15 h
- Czas przejścia ze schroniska na Rysy: 1 h, ↓ 45 min[14]

## Kontakt
- adres: Chata pod Rysmi, Štrbské Pleso, 059 85